# Matteo Maria Boiardo
Matteo Maria Boiardo (n. 1441, Scandiano, Emilia-Romagna, Italia – d. 19 decembrie 1494, Reggio Emilia, Italia) a fost un poet italian renascentist.

## Opera
- 1476 - 1494: Orlando îndrăgostit („Orlando innamorato”) - poem cavaleresc, rămas neterminat;
- 1463 - 1465: Egloge („Ecloghe”);
- 1499: „Canzoniere o amorum libri” - lirică în stilul lui Francesco Petrarca;
- 1500: Timone - traducere și adaptare după Lucian din Samosata